# St. Laurentius (Heretshausen)

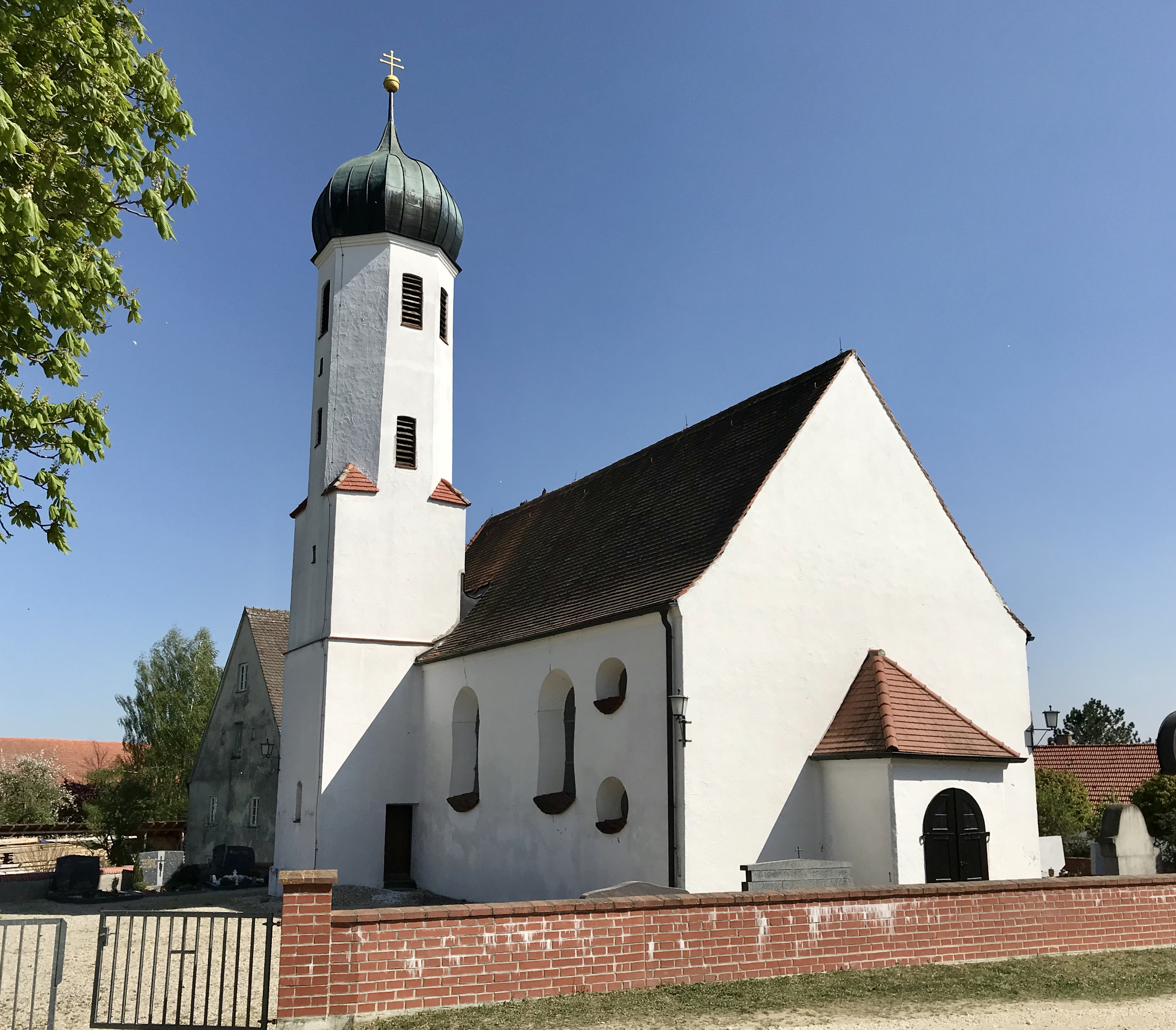
St. Laurentius in Heretshausen

Die katholische Pfarrkirche St. Laurentius ist ein Baudenkmal in Heretshausen bei Adelzhausen.

## Geschichte
Aus dem 15. Jahrhundert sind die Turmuntergeschosse, der Chor und vermutlich auch Teile des Langhauses. Um 1698 wurde das Langhaus erweitert bzw. neu errichtet. 1733 wurde der Turm umgestaltet und um ein Oktogon mit Zwiebelhaube ergänzt. 2017 wurden Renovierungsarbeiten in Höhe von über einer halben Million € in Angriff genommen.

## Baubeschreibung
Bei St. Laurentius handelt es sich um einen flachgedeckten Saalbau mit eingezogenem, dreiseitig geschlossenem Chor unter einer Stichkappentonne. Die Fenster haben eine Bassgeigenform. Der nördliche Turm wird von einer Zwiebelhaube gekrönt.

## Ausstattung
Der Stuck der Kirche ist aus dem Jahr 1910. Das Deckenbild im Chor aus dem Jahre 1733 zeigt die Glorie des heiligen Laurentius. Es wurde 1910 freigelegt. Das Langhausfresko von 1910 ist von Basilio Coletti. Die Kartuschen stammen von Joseph Altheimer. Die Altäre vom Anfang des 18. Jahrhunderts wurden 1909 neubarock umgestaltet. Die klassizistische Kanzel ist aus dem Ende des 18. Jahrhunderts.